# كيني لويس-بوتير
كيني لويس-بوتير (بالإنجليزية: Keane Lewis-Potter)‏ هو لاعب كرة قدم بريطاني في مركز الوسط، ولد في 22 فبراير 2001 في إنجلترا في المملكة المتحدة. لعب مع هال سيتي.